# Dyschoriste linearis
Dyschoriste linearis är en akantusväxtart som först beskrevs av John Torrey och Gray, och fick sitt nu gällande namn av Carl Ernst Otto Kuntze. Dyschoriste linearis ingår i släktet Dyschoriste och familjen akantusväxter.

## Underarter
Arten delas in i följande underarter:
- D. l. cinerascens
- D. l. decumbens
- D. l. sanpatriciensis
- D. l. schiedeana